# Cinanserin
Cinanserin je antagonist  i  receptora koji je otkriven tokom 1960-tih.
Preparat cinanserina je efektivan protiv atipične pneumonije (SARS).